# Széll Ignác
Dukai és szentgyörgyvölgyi dr. Széll Ignác József (Gasztony, Vas vármegye, 1845. augusztus 13. – Szombathely, 1914. március 21.) Vas vármegyei alispán, belügyminiszteri államtitkár. Fivére, dr. Széll Kálmán valóságos belső titkos tanácsos, előbb a Tisza Kálmán-kormány első pénzügyminisztere, majd a Magyar Királyság miniszterelnöke.

## Családja és származása
A Vas vármegyében földbirtokos nemesi származású dukai és szentgyörgyvölgyi Széll család sarja, amely eredetileg III. Ferdinánd magyar királytól nyert címeres levelet 1639-ben. Apja, dukai és szentgyörgyvölgyi Széll József (1801–1871), Vas vármegye főispáni helytartója, országgyűlési képviselő, édesanyja, a Vas vármegyei ősi nemesi felsőőri Bertha család sarja, felsőőri Bertha Júlia (1817–1873) volt. Anyai nagybátyja, chernelházi Chernel Ferdinánd (1815–1891), Vas vármegye alispánja, királyi tanácsos, akinek a neje, felsőeőri Bertha Mária Emília (1820–1893) volt. Keresztszülei nagyapja, felsőeőri Bertha Ignác Vas vármegye alispánja és Kemczer Amália voltak. Tekintélyes felmenői között, anyai dédapja, lovászi és szentmargitai Sümeghy József (1757–1832), Zala vármegye első alispánja és királyi tanácsos, földbirtokos, aki a dunántúli ősrégi nádasdi Nádasdy-, valamint a meszlényi Meszlény-, a Hahót nemzetségbeli Csány-, a lengyeltóti Lengyel- és több más előkelő családból vette származását.

## Élete
Elemi iskoláit Sopronban, a gimnáziumot Szombathelyen, majd jogi tanulmányait Pesten végezte. 1869-ben Vas vármegye tiszteletbeli aljegyzőjévé nevezték ki. 1871. december 19-én a szombathelyi járás szolgabírája lett. 1877. december 19-én Vas vármegye alispánjává választották; az alispánsága idején készítette elő a szombathelyi lovassági ezred laktanyaépítését. Több helyi érdekű vasút létesítését Tisza Kálmán alatt 1879-ben egybehívott közigazgatási szaktanácskozásban ugyancsak jelen volt. 1885-ben miniszteri tanácsosi címmel ruházták fel, és a községi főosztály élére került. 1893. október 3-án lemondott alispáni tisztségéről belügyminisztériumi osztálytanácsossá történt kinevezés miatt. Ott előbb a vármegyei, majd a közjogi osztályt vezette. 1893-ban valóságos miniszteri tanácsos, majd államtitkár, valóságos belső titkos tanácsos lett.
1914. március 22-én hunyt el Szombathelyen.

## Házassága
Feleségül vette a római katolikus nemesi származású csengeri Háczky család sarját csengeri Háczky Ilona Mária Erzsébet (*Uraiújfalu, 1860. január 18.–†Budapest, 1928. november 3.) kisasszonyt, akinek a szülei csengeri Háczky Kálmán (1828–1904), 1848-as honvéd főhadnagy, országgyűlési képviselő, a "Zala Megyei Gazdasági Egyesület" elnöke 1882 és 1898 között, Zala vármegyei közigazgatási bizottság tagja, földbirtokos, és nagyalásonyi Barcza Anna (1836–1878) voltak. A menyasszony apai nagyszülei csengeri Háczky Ferenc (1783–1861), több megye táblabírája, földbirtokos, és forintosházi Forintos Erzsébet (1793–1834) voltak; az anyai nagyszülei nagyalásonyi Barcza Kristóf (1813–1884), földbirtokos, és alsószelestei Szelestey Julianna (1816–1845) voltak. A házasságukból született:
- Széll József Kristóf Kálmán (*Szombathely, 1880. október 14. –† Budapest, Magyar Népköztársaság, 1956. augusztus 27.) magyar politikus, országgyűlési képviselő, aki Fogaras, Zemplén és Abaúj-Torna vármegye főispánja. Felesége, petrovinai Pekry Olga.
- Széll Mária Julianna Anna (*Szombathely, 1881. december 13., 1881–†Budapest, 1962. június 6.).[8] Férje: vitéz jószáshelyi Purgly Emil (*Tompapuszta, 1880. február 19. –† Budapest, 1964. május 13.) földbirtokos, politikus, főispán, miniszter.
- Széll Kálmán Ignác István (*Szombathely, 1883. augusztus 18.–†Budapest, 1918. december 4.), honvéd huszár főhadnagy, a Magyar Lovagegylet tisztviselője. Felesége, bárdossi Bárdossy Alice Mária Emilia Lujza (*Szombathely, 1893. március 17.–†Szombathely, 1921. június 24.).[9][10]
- Széll Emil Lajos Ferenc (*Budapest, 1886. március 22.–†Vasvár, 1919. április 27.), a vasvári járás főszolgabírája.[11] Felesége, szentmártoni Radó Cecilia (*Káld, 1874. január 14.–†).